# 문화방송 어린이 드라마
문화방송 어린이 드라마는 문화방송에서 어린이를 대상으로 방송되었던 텔레비전 드라마이다.
MBC 최초의 어린이 드라마는 1976년 4월 12일 《엄마를 찾아서》가 최초의 어린이 드라마로, 이후 1981년 3월 16일에 시작한 《호랑이선생님》이 엄청난 인기를 끌어 많은 아역 출신 배우들을 키워냈으며, 《동요나라》를 끝으로 어린이 대상 드라마는 자취를 감추었다. 70년대~90년대에 방송된 드라마라 그런지 mbc 에 dvd를 요청해도 많은 회차가 유실된 상태이다. 

## 작품 리스트
- 《엄마를 찾아서》 : 1976.4.12~5.28
- 《철이의 모험》 : 1976.5.31~10.1
- 《황금부처의 비밀》 : 1976.10.4~10.29
- 《달려라 삼총사》 : 1976.11.1~1977.4.1
- 《별 하나 나 하나》 : 1977.4.4~6.21
- 《특파원 001》 : 1977.6.22~10.28
- 《유령의 집》 : 1977.10.31~1978.1.20
- 《X 수색대》 : 1978.1.23~6.30
- 《범바윗골의 비밀》 : 1978.7.3~10.27
- 《우주탐험대》 : 1978.10.31~1979.3.30
- 《거인의 숲》 : 1979.4.2~6.29
- 《무지개 타는 아이들》 : 1979.7.2~10.26
- 《오똑이분대》 : 1979.11.5~1980.2.29
- 《달려라 내 풍선》 : 1980.9.1~12.30
- 《호랑이선생님》 : 1981.3.16~1986.10.31
- 《꾸러기》 : 1986.11.3~1988.5.6
- 《또래와 뚜리》 : 1988.5.9~1989.4.28
- 《댕기동자》 : 1989.5.1~10.26
- 《스타 탄생》 : 1989.10.30~12.29
- 《꼴찌 수색대》 : 1990.1.3~4.20
- 《별난가족 별난학교》 : 1990.4.23~8.31
- 《내 친구 깨치》 : 1990.9.3~12.30
- 《동요나라》 : 1991.1.6~4.14